# Gallifa (kommun)
Gallifa är en kommun i Spanien.   Den ligger i provinsen Província de Barcelona och regionen Katalonien, i den östra delen av landet, 500 km öster om huvudstaden Madrid. Antalet invånare är 200. Arean är 16,3 kvadratkilometer. Gallifa gränsar till Castellterçol, Sant Feliu de Codines, Caldes de Montbui, Sant Llorenç Savall och Granera. 
Terrängen i Gallifa är huvudsakligen kuperad, men åt sydväst är den platt.